# Lepke-barlang (Pilisszentkereszt)
A Lepke-barlang a Duna–Ipoly Nemzeti Parkban lévő Pilis hegységben, Pilisszentkereszten található egyik barlang. A barlang turista útikalauzokban is ismertetve van.

## Leírás
A Lepke-barlang Pilisszentkereszt külterületén, fokozottan védett területen helyezkedik el. A barlang impozáns bejárata a Pilis hegy K-i oldalában, a Vaskapu-szikláktól DK-re, 150 m-re, 20 m-rel magasabban, kb. 590 m tszf. magasságban nyílik. A Vaskapu-hegy (651 m) csúcsától 135°-ra, 400 m-re, a fennsíkperemtől kb. 40 m-rel lejjebb, egy 15 m magas és 20 m széles, K-re tekintő sziklafal tövében van a barlangbejárat.
A felső triász dachsteini mészkőben freatikus körülmények között létrejött inaktív forrásbarlang 35 m hosszú. A barlangban sárga aleuritos és barna agyagos kitöltés található. A majdnem vízszintes barlang járatai leginkább csak négykézláb járhatóak, bennük függőcseppkövek, cseppkőzászlók, cseppkőlefolyások és némi borsókő figyelhető meg. A száraz üregben csak egy-két helyen fordul elő csepegés. A könnyen megközelíthető, engedély nélkül látogatható barlang barlangjáró alapfelszerelés használatával járható.
1974-ben volt először Lepke-barlangnak nevezve a barlang az irodalmában. Előfordul a barlang az irodalmában Golyvás-forrási-barlang (Kordos 1984) és Golyvás-forrási barlang (Bertalan 1976) neveken is.

## Kutatástörténet
Az Építőipari és Közlekedési Műszaki Egyetem Barlangkutató Csoportjának 1966. évi jelentése szerint a csoport néhány tagja Lorberer Árpád által vezetve, egy kőfülke megbontásával feltárt egy kis (kb. 20–25 m) barlangot, amelynek feltárását szeretnék folytatni 1967-ben. Ez a barlang a Pilis hegységben lévő Golyvás-forrás közelében, attól kb. 50 m-rel magasabban helyezkedik el. Az 1967. évi Karszt- és Barlangkutatási Tájékoztatóban publikálva lett a csoport 1966. évi jelentése. Az 1974-ben megjelent, Pilis útikalauz című könyvben, a Pilis hegység barlangjait leíró részben az van írva, hogy a Pilisszentkeresztről induló zöld sáv és kék négyzet jelzésű turistaút K-i oldalán eredő Klastrom-kúttól K-re, a Pilis hegy sziklás, meredek hegyoldalában van a Lepke-barlang cseppköves, 42 m hosszú ürege. A barlangot a VITUKI barlangkutatói fedezték fel. A Lepke-barlangtól 30 m-rel feljebb található a Lepke-barlang feletti sziklaodú bejárata.
Az 1975. évi MKBT Beszámolóban szó van arról, hogy a Lepke-barlangból (Pilis-csoport), a bejárattól kb. 10 m-re lévő sárga kőtörmelékes agyagból Mocsáry Attila 1974 őszén csontmaradványt gyűjtött. Az őzmaradvány (Capreolus capreolus Linné) valószínűleg felső pleisztocén, vagy óholocén kori. Az 1976-ban befejezett, Magyarország barlangleltára című kéziratban az olvasható, hogy a Pilis hegységben, a Pilis-vonulatban, Pilisszentkereszten helyezkedik el a Lepke-barlang (Golyvás-forrási barlang). A barlang bejárata a Pilis-tető (757,3 m) csúcsától 27,5°-ra, 750 m-re, a Klastrom-kúttól Ny-ra, 20 m magas mészkőfalban, 590 m tszf. magasságban található. A hévizes, részben hidegvizes eredetű barlang 42 m hosszú és 1,5 m mély. A Lepke-barlangtól 270°-ra, 20 m-re, 30 m-rel feljebb van a Lepke-barlang feletti sziklaodú bejárata. A kézirat Lepke-barlangot ismertető része 2 irodalmi mű alapján lett írva.
Az 1977. évi MKBT Beszámolóban publikált, Jánossy Dénes által írt áttekintés szerint szórványleletet gyűjtött 1977-ben Mocsáry Attila a Pilis hegységben lévő Lepke-barlangból. Az 1977. évi MKBT Beszámolóban lévő, Kordos László által írt összefoglalás szerint Mocsáry Attila (aki már korábban is hozott meghatározásra a Lepke-barlangban talált csontokat) 1977. január 9-én a barlangban megint csontokat gyűjtött. A barlang négy pontjáról vett mintát: 1. a barlang végéről, 50 cm mélységből, 2. a barlang közepéről, az elágazásnál, 3. ugyanonnan egy másik pontról, 4. a bejárat mellől, a külszínről. A harmadik minta ősmaradványmentes volt. A többiben (összevonva) a következő maradványok voltak: nyúl (Lepus europaeus), róka (Vulpes vulpes), őz (cf. Capreolus capreolus).

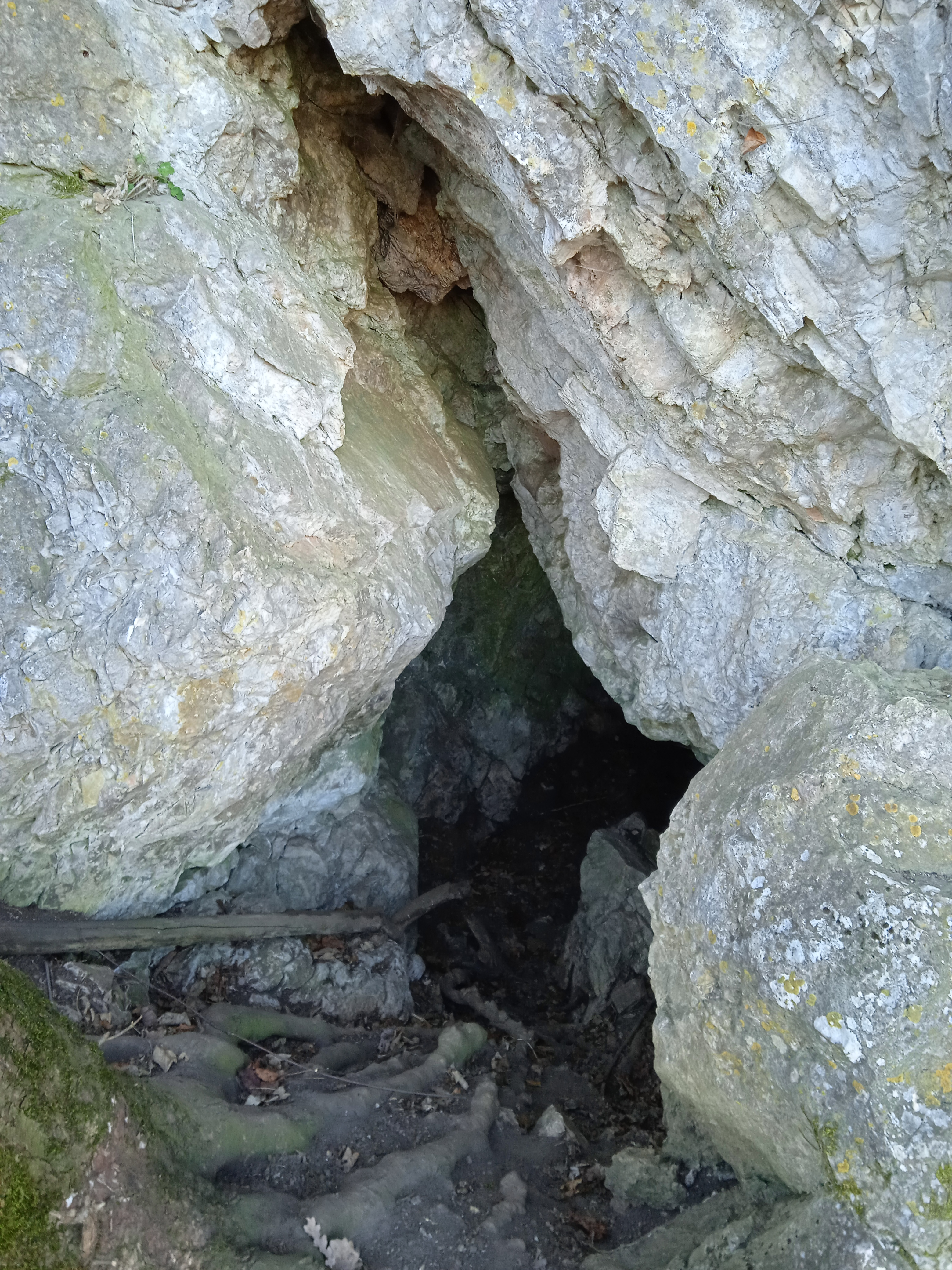
A Lepke-barlang bejárati része

Az 1978. évi MKBT Beszámolóban az van írva, hogy a Vaskapunál található Lepke-barlang (Pilis hegység) központi termének felszínéről 1977. december 4-én Mocsári Attila holocén csontokat gyűjtött, amelyeket a Magyar Állami Földtani Intézetnek 1978-ban jelentett. A leletek: madár (Aves indet.), mezei nyúl (Lepus europaeus), nyest vagy nyuszt (Martes sp.), egér? (Apodemus sp?). Az 1984-ben kiadott, Magyarország barlangjai című könyv országos barlanglistájában szerepel a Pilis hegység barlangjai között a barlang Lepke-barlang (Golyvás-forrási-barlang) néven. A listához kapcsolódóan látható a Dunazug-hegység barlangjainak földrajzi elhelyezkedését bemutató 1:500 000-es méretarányú térképen a barlang földrajzi elhelyezkedése. 1990-ben Balázs B., Balogh Cs. és Kárpát József (az Acheron Barlangkutató Szakosztály tagjai) felmérték a barlangot, majd a felmérés felhasználásával elkészült a Lepke-barlang alaprajz térképe. A térkép, amelyen jelölve van az É-i irány, 1:100 méretarányban mutatja be a barlangot.

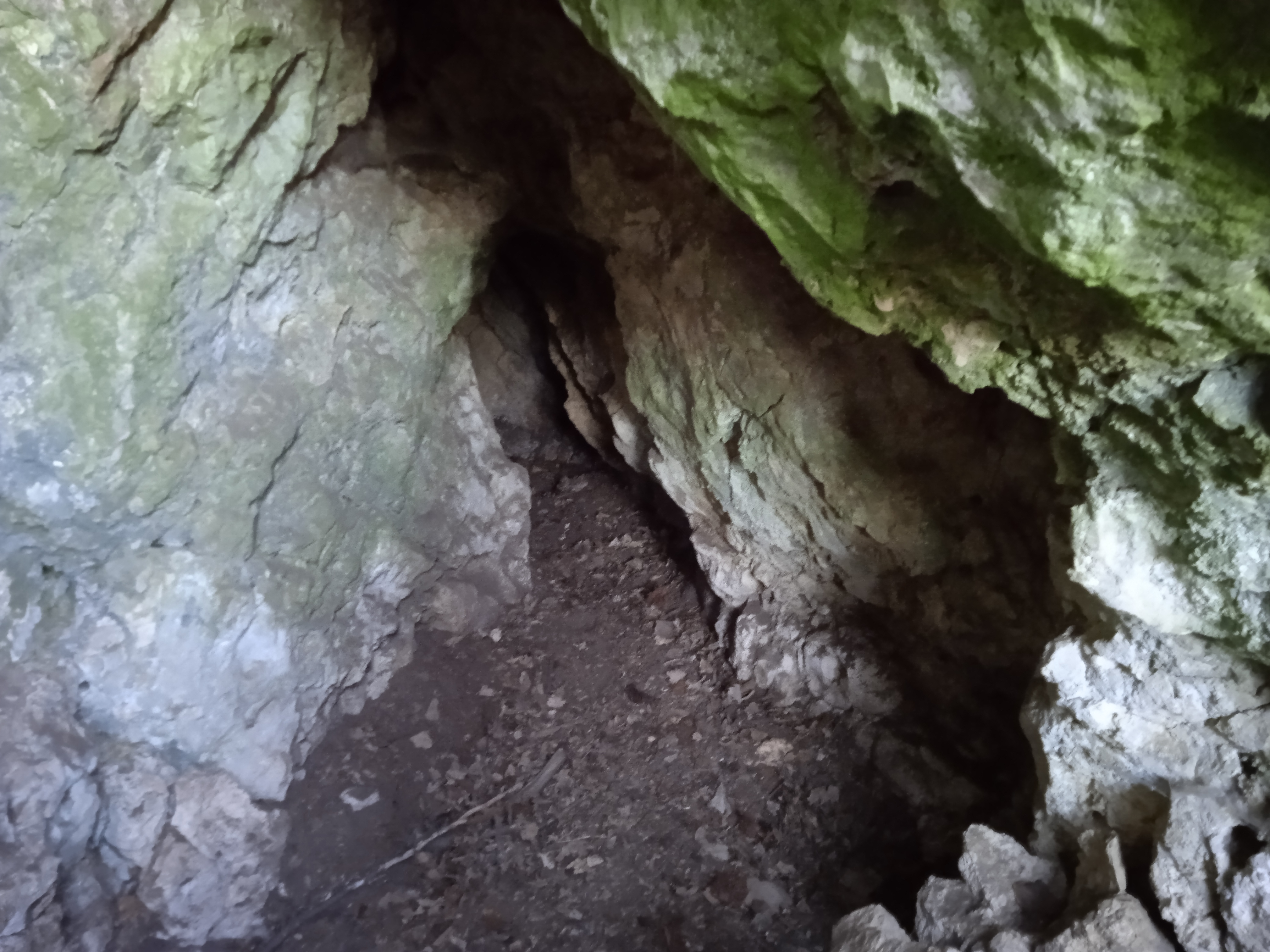
A Lepke-barlang bejárati része

A Kárpát József által 1990-ben írt kéziratban szó van arról, hogy a Lepke-barlang (Pilisszentkereszt) bejárata a Vaskapu-hegy (651 m) csúcsától 135°-ra, 400 m-re, a fennsíkperemtől kb. 40 m-rel lejjebb, kb. 590 m tszf. magasságban, egy 15 m magas és 20 m széles, K-re tekintő sziklafal tövében van. (A barlang helyének leírása pontatlan a régi barlangleltárban és turistatérképeken is rossz helyen van jelölve.) Megtalálása: a Vaskapu-szurdoktól D-re fekvő, Ny–K irányú nyiladék fennsíkperemre kifutásánál D-re kell kb. 40 m-t menni, majd egy sziklás hát D-i oldalán, meredek törmeléklejtőn kell 40 m-t leereszkedni. A sziklapillér aljánál balra haladva található meg a barlangbejárat, amely a sziklafal K-i tövében van. A 2 m magas és 1,6 m széles bejárat egy É-ra 60°-kal dőlő réteglap mentén keletkezett. A bejárat előtt látható plató egy kis depóhoz hasonló, amely valószínűleg (régi) bontások miatt jött létre.
A 30 m hosszú és 4 m mély barlang egy inaktív forrásbarlang, amit tipikus járatszelvénye és oldásformái is tanúsítanak. A majdnem vízszintes, leginkább csak négykézláb járható folyosónak van egy kisebb oldalága. Ásványképződményeinek egy része jelenleg is fejlődik. Függőcseppkövek, cseppkőzászlók, farkasfog cseppkövek, cseppkőlefolyások és némi borsókő figyelhető meg benne. Kitöltése: humusz, agyag, kőtörmelék, borzürülék, recens csontok. A száraz barlangban csepegés csak egy-két helyen fordul elő. Egy kis patkósdenevér, pókok, szúnyogok és borz laknak benne. (A Kárpát Józsefék által 1990. májusban végzett helyszínelés során láttak egy borzot a barlangbejáraton bemenni.) Nincs az üregben mesterséges beavatkozásnak és rongálásnak nyoma. A Lepke-barlangtól ÉNy-ra, 30 m-re, 20 m-rel magasabban van a Lepke-barlang feletti sziklaodú. A Lepke-barlangtól 270°-ra, 25 m-re, 20 m-rel magasabban van a Lepke-szirti Lapos-barlang bejárata. A kéziratba bekerült a Lepke-barlang 1990-ben készült alaprajz térképe.
A Kárpát József által 1991-ben írt összeállításban meg van említve, hogy a Lepke-barlang (Pilisszentkereszt) 30 m hosszú és 4 m mély. Az 1991-ben napvilágot látott, Pilis és a Visegrádi-hegység útikalauz szerint a Pilisszentkeresztről induló zöld sáv jelzésű turistaúttól Ny-ra, a Pilis hegy sziklás, meredek hegyoldalában van a Lepke-barlang cseppköves, 42 m hosszú üregének bejárata. A Lepke-barlangtól 30 m-rel feljebb, a hegyoldalban található a Lepke-barlang feletti sziklaodú bejárata.
A Karszt Barlangkutató Csoport 1992. évi jelentésében az van írva, hogy a csoport tagjai 1992-ben jelentős feltáró-kutató munkát folytattak a csoport által nemrég kutatott két területen (Lepke-barlang, Kevély-csoport). A csoport pilisi 3. számú kutatási területe a Lepke-barlang és a Fekete-kövek környékének barlangindikációi. A Lepke-barlang a Pilisszentkereszt felett lévő Vaskapu szikláitól DK-re, 150 m-re, 20 m-rel magasabban helyezkedik el. A barlang (keletkezését tekintve) tipikus forrásbarlang, de a benne végzett kutatómunka során elképzelhetővé vált, hogy hidrotermális hatásra jött létre. A barlang kb. 35 m hosszú, amelyből 9 m 1992-ben lett felfedezve. A csoporttagok a barlang feltárását az egyhetes nyári táboruk folyamán, valamint hétvégente végezték. Az eltávolított anyag mennyisége majdnem eléri a 4 m³-t.
A bontómunkát eleinte a régi végponton folytatták, de egy idő után szivacsos szerkezetű, cementálódott, kalciteres lett a kitöltés, ezért itt abbahagyták a munkát. A bejárattól kb. 10 m-re fekvő kis légrést kezdték tágítani. Itt jelentős, kb. 4 m hosszú előrejutás történt. A szelvény mélyítése közben egy lefelé haladó, gömbüstszerű, törmelékkel kitöltött folyosót találtak, mely inkább melegvizes hatásra kialakultnak tűnik, nem pedig hidegvizes erózió miatt létrejöttnek. Csak a hidegebb időszak kezdetekor jöttek rá arra, hogy 4 m-rel arrébb, emellett a járat mellett kezdődik egy hasadék, melyből sokkal erősebb huzat áramlik. A bontott helyen a rétegek tanulmányozása miatt hagytak egy tanúfalat, melyet megszámoztak. A barlang 7 pontjáról kitöltésmintát gyűjtöttek. Ezek elemzése (szemcseméret) folyamatban van. A decemberben végzett időnkénti hőmérsékletmérés eredménye: -5,3 °C (felszín), +6,9 °C (régi bontás), +6,8 °C (új bontás).
A csoport kutatási területén a Lepke-barlang az egyik legígéretesebb objektum, ezért szeretnék a csoporttagok folytatni kutatását. Ha a feltárások úgy alakulnak, akkor valószínűleg lezárják a barlangot. A csoport a nyári kutatótáborát (Lepke-barlang és környéke), amely 10 napos volt, 1992 júliusában tartotta. A Lepke-barlangban a tábor során július 14-én, július 15-én, július 16-án, július 17-én, július 18-án és július 19-én történt bontás. A csoport tervezte, hogy 1993-ban folytatja a barlang feltárását és a barlang rétegeiből mintákat vesz, vízkémiai vizsgálatokat végez, elkészíti a barlang korszerű térképét, illetve megint tart egy kutatótábort a barlang és a Fekete-kő környékének kutatása miatt. A kézirathoz mellékelve lett a pilisi 3. számú kutatási terület áttekintő térképe. A térkép, amelyen jelölve van az É-i irány, 1:10.000 méretarányban szemlélteti a területet. A térképen látható a Lepke-barlang földrajzi elhelyezkedése.
Az 1992. évi Karszt és Barlangban az olvasható, hogy a Karszt Barlangkutató Csoport a Pilis-hegycsoport területén lévő Lepke-barlangban kissé tovább tudott jutni. A Karszt Barlangkutató Szakosztály 1993. évi jelentése szerint 1993-ban a szakosztály a Lepke-barlangban keveset dolgozott munkaerő- és eszközhiány miatt. A barlangból kb. 2,5 m³ anyagot távolítottak el a szakosztály tagjai. A szakosztály 1994-ben a Lepke-barlangban és a Kristály-barlangban csak néhány napos, leginkább állagmegóvó munkát végzett. A szakosztály nyári tábora során a Lepke-barlang huzatos végpontjából el lett távolítva kb. 1 m³ anyag. A munkát borzok jelenléte és a barlangbejárat nehéz megközelíthetősége nehezíti. A szakosztály tervezte, hogy áttér számítógépes adatgyűjtésre és feldolgozásra a Lepke-barlangban a folyamatos és pontos hőmérsékletmérés miatt (előreláthatólag 1995 júliusától).
Az 1996. évi barlangnap túrakalauzában meg van ismételve az 1991-ben kiadott útikalauzban lévő rész, amely a Lepke-barlangot ismerteti, de a Lepke-barlang feletti sziklaodú nincs ebben a kiadványban említve. 1997. május 16-án Regős József kiegészítette a barlang 1990-ben rajzolt alaprajz térképét. 1997. május 17-én Kraus Sándor rajzolt egy nem méretarányos helyszínrajzot, amelyen a Lepke-szirt üregeinek (4840-es barlangkataszteri terület) földrajzi elhelyezkedése van ábrázolva. A rajzon látható a Lepke névvel jelölt barlang földrajzi elhelyezkedése. Kraus Sándor 1997. évi beszámolójában az olvasható, hogy az 1997 előtt is ismert Lepke-barlangnak volt térképe már 1997 előtt. Jelentős barlang, amely további kutatást igényel. A jelentésbe bekerült az 1997-ben készült helyszínrajz.

## További irodalom
- Lorberer Árpád: Szpeleográfiai terepjelentés. Kézirat. Budapest, 1973 és 1975. (Fényképmellékletekkel.)
- A Magyar Karszt- és Barlangkutató Társulat 1993. évi központi kutatótáborának kiadványa.